# ديفيد ريا
ديفيد ريا (بالإنجليزية: David Rea)‏ هو محامي وسياسي أمريكي، ولد في 19 يناير 1831، وتوفي في 13 يونيو 1901 في الولايات المتحدة. حزبياً، نشط في الحزب الديمقراطي. انتخب عضو مجلس النواب الأمريكي.